# Печовє
Печовє (словен. Pečovje) — поселення в общині Шторе, Савинський регіон, Словенія. Висота над рівнем моря: 382,3 м.